# 丁持小路

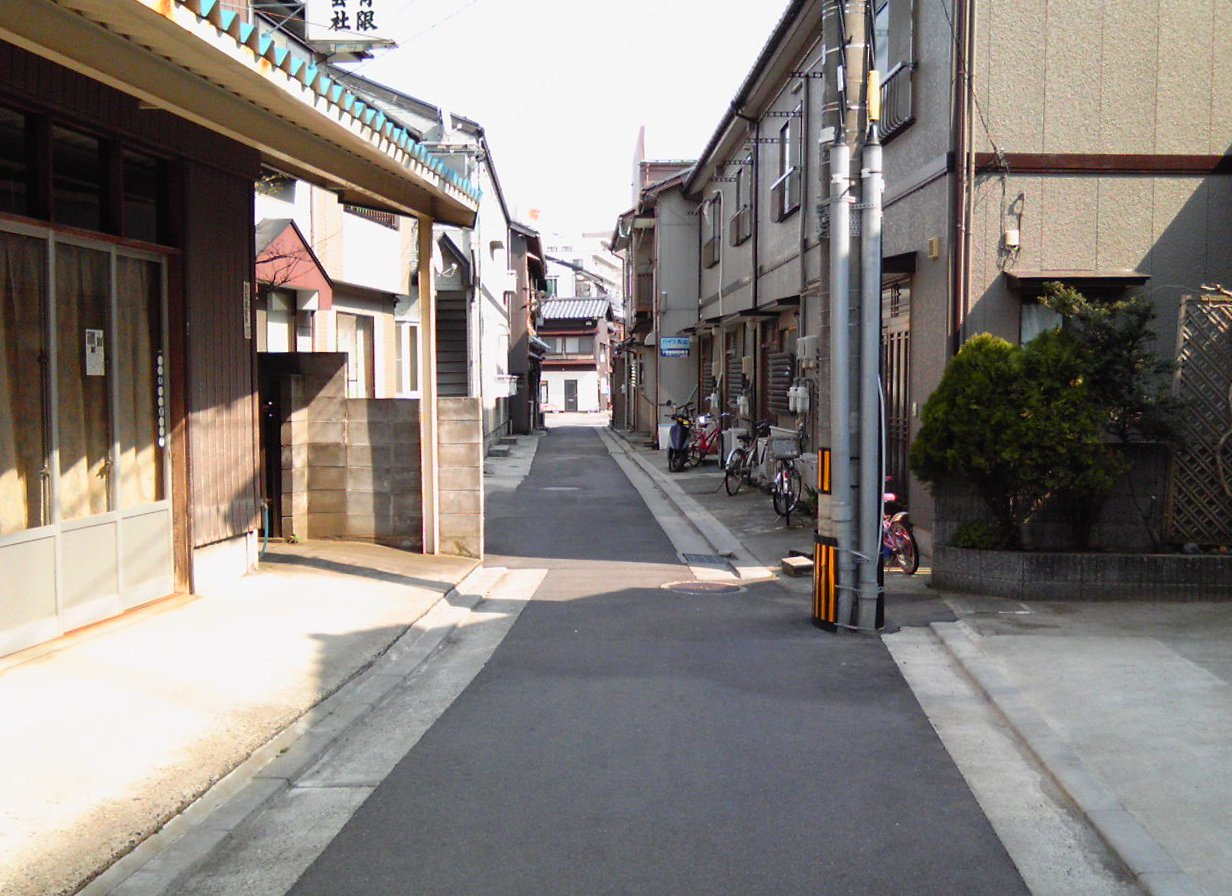
丁持小路。古町通側から東堀通方を望む。

丁持小路（ちょうもちこうじ）は、新潟市中央区の市道。古町通と東堀通を結ぶ。東堀通と上大川前通を結ぶ曲師屋小路（まげしやこうじ）と併せ、横一番町通（よこいちばんちょうどおり）とも。

## 歴史
丁持とは運送業者のことで、明治期に丁持が多く住んでいたことからこの名が付いた。江戸期には小揚（舟の荷役）が多く住み、小揚の小間口が並んでいたことから小揚小路（こあげこうじ）と呼ばれていた。
当時の新潟町では、「小路」と呼ばれる道路は基本的に商店や屋敷の表間口が構えられる事はなく、「通り」と呼ばれる道路を結ぶ連絡通路でしかなかった。しかし小揚小路、熊谷小路など何本かの小路は、例外的に商店や屋敷の表間口が並んでいた。
明治5年（1872年）の住所改正によって小揚小路は曲師屋小路とともに横一番町通となった。県令楠本正隆が行った住所改正は、通りや小路、堀の名前を単純化するものであった。例えば、町と信濃川を結ぶ横堀は上手の白山掘から順に番号がふられ、一番掘から五番堀に、町を縦貫するようにあった寺町堀と片原堀は、それぞれ西堀と東堀と言った具合である。
小揚小路のような表間口が並ぶ小路は横町と名付けられ、上手の横一番町通から順に横七番町通まで改められた。しかし結果的に改名された名は住人の間で馴染むことはなく、横七番町通のように改名後の名がそのまま定着した例はごく僅かである。